# Kotlarka (Ukraina)
Kotlarka (ukr. Котлярка) – wieś na Ukrainie, w obwodzie żytomierskim, w rejonie żytomierskim.

## Urodzeni
- Stanisław Śliwiński (minister)